# EgeTrans Internationale Spedition
Die EgeTrans Internationale Spedition GmbH ist ein mittelständisches und weltweit tätiges Familienunternehmen, das Logistikdienstleistungen anbietet. Der Sitz des Unternehmens befindet sich in Marbach am Neckar.

## Geschichte

### 1959–1992 | Seefrachtspedition
Im Jahr 1959 wurde die Spedition unter dem Namen Peter Wittwer GmbH & Co. KG in Stuttgart gegründet und 1963 von Peter Ege übernommen. Er baute das internationale Geschäft in den nächsten dreißig Jahren kontinuierlich aus. Mitte der 1980er teilte sich das Unternehmen in drei Gesellschaften auf. Peter Ege führte das Internationale Transportkontor Ege GmbH in Stuttgart weiter, in dem Peter Steinmüller, der heutige Geschäftsführer, seine Karriere Ende 1989 begann. Im Jahr 1991 wurde dann der Hauptsitz von Stuttgart nach Marbach am Neckar verlegt.

### 1993–2000 | Übernahme durch Peter und Bettina Steinmüller
Mit der Übernahme des Unternehmens durch Peter und Bettina Steinmüller änderte sich der Name zu EgeTrans Internationale Spedition GmbH. Zum Zeitpunkt der Übernahme arbeiteten sieben Mitarbeiter bei EgeTrans. Neben dem Ausbau des Transatlantikgeschäfts wurde der Fokus nun verstärkt auf Luftfracht und Containerstückgutsendungen (LCL) gelegt. Mitte der 1990er wurde das Unternehmen aufgrund von wirtschaftlichen Entwicklungen um den Bereich der Luftfracht erweitert. 1997 wurde die EgeTrans Internationale Spedition GmbH IATA-Agent.

### 2001–2012 | Ausbau der Geschäftsbereiche
2001 wurde die Tochtergesellschaft EgeTrans USA, Inc. in Chicago gegründet. Bereits ein Jahr später erhielt EgeTrans USA, Inc. die Customs-Broker-Lizenz und damit die Berechtigung alle Einfuhr- und Ausfuhrzollangelegenheiten in den USA zu regeln. 2012 wurde EgeTrans USA, Inc. ebenfalls IATA-Agent. Von Deutschland aus wurde das Dienstleistungsportfolio von EgeTrans in Richtung Supply Chain Management weiterentwickelt. Logistikdienstleistungen wie Order Management, Online-Services oder Logistikberatungen wurden ins Portfolio aufgenommen. In den darauffolgenden Jahren expandierte EgeTrans in weitere Märkte.

### 2012 – heute
Mit dem Erwerb der Namensrechte der Multifunktionshalle (EgeTrans Arena) in Bietigheim-Bissingen stieg EgeTrans in das Sportsponsoring ein. 2012 wurde mit der Planung eines eigenen Bürogebäudes am Marbacher Neckarufer begonnen. 2017 erfolgte der Einzug. Zu Beginn des Jahres 2017 nahm die zweite internationale Tochtergesellschaft in Santiago de Querétaro, Mexiko die Geschäfte auf. Ende 2018 wurde die Geschäftsführung der EgeTrans Internationalen Spedition GmbH um Marcel Steinmüller erweitert. Das Unternehmen umfasste zu diesem Zeitpunkt weltweit rund 175 Mitarbeiter.

## Unternehmensstruktur
EgeTrans ist eine klassische Spedition mit Hauptsitz in Marbach am Neckar.
2001 wurde das Unternehmen international ansässig und expandierte nach Chicago in den USA. Mit dem Büro in Santiago de Querétaro in Mexiko kam 2017 ein weiterer Standort hinzu. Seitdem EgeTrans international in drei Ländern vertreten ist, hat sich das Unternehmen somit von einer reinen USA-Spedition zu einer internationalen Spedition – mit vergrößertem Fokus auf auch andere Regionen, wie Südamerika oder Asien – entwickelt.
Zusammen mit der Steinmüller Immobilien GmbH und der Steinmüller GmbH gehören die drei EgeTrans-Gesellschaften zur Steinmüller Gruppe.

## Dienstleistungen
Die Kernkompetenzen von EgeTrans liegen im Bereich Seefracht und Luftfracht, dem Warehouse Management und der Zollabwicklung für die transportierten Waren. See- und Lufttransporte werden vor allem zwischen dem europäischen und amerikanischen Kontinent abgewickelt.
Unter der Marke EgeTrans Atlantic Service unterhält EgeTrans verschiedene Dienste als NVOCC (Non-Vessel Operating Common Carrier), also nach amerikanischem Recht als Reeder ohne eigene Schiffe.

## Sponsoring-Engagement
Seit 2012 ist das Unternehmen Namensgeber der EgeTrans Arena, einer Multifunktionshalle in Bietigheim-Bissingen mit über 4500 Plätzen. Dazu gehört auch die Unterstützung der Mannschaften, die dort ihre Heimspiele austragen: die Eishockeymannschaft der Bietigheim Steelers und die Herren-Handballmannschaft der SG BBM Bietigheim.